# 川西翔太
川西 翔太（かわにし しょうた、1988年10月28日 - ）は、奈良県奈良市出身のプロサッカー選手。Jリーグ・カマタマーレ讃岐所属。登録ポジションはミッドフィールダー。

## 来歴

### プロ入り前
地元の奈良FCで本格的にサッカーを始める。2004年、青森県の強豪高である青森山田高校にサッカー留学。2年次の2005年にはインターハイ制覇を経験。3年次にはストライカーとして司令塔のベロカル・フランクら共に青森山田の攻撃サッカーを支えた。
2007年に関西に戻って大阪体育大学に進学（同期に藤春廣輝、村田和哉など）。2008年にはチームは関西学生リーグ2部所属ながら総理大臣杯を勝ち進み、決勝戦では川西が2ゴールを挙げ、大体大にとって22年ぶりとなる優勝に貢献した。2010年9月5日、天皇杯2回戦でガンバ大阪と対戦。2-6の大差で敗れはしたもののJクラブ相手から1ゴールを決めた。同年10月には、練習生として参加していたG大阪・京都サンガF.C.の選手として関西SULでプレーした。

### プロ入り後
2011年、J1・ガンバ大阪に入団。同年4月24日、J1第7節のサンフレッチェ広島戦でリーグ戦初出場を果たし、初得点も決めた。11月19日のJ1第32節アルビレックス新潟戦では2点ビハインドの状況から2得点を挙げる活躍を見せた。しかし、11月29日の練習中に右けい腓骨々幹部骨折の重傷を負い、全治6カ月と診断された。2012年11月、約1年ぶりに公式戦復帰を果たした。
2014年シーズンはモンテディオ山形へ期限付き移籍。シーズン中盤から2シャドーの一角としてレギュラーの座を掴み、山形のJ1昇格に貢献した。
2015年、山形に完全移籍。同年は自身にとって3年振りのJ1でのプレーとなったが、リーグ戦23試合に出場したものの得点を挙げることはできずチームのJ2降格を食い止める事はできなかった。翌2016年はキープ力と前線からのプレスを買われボランチに転向し、リーグ戦37試合に出場。
2017年、大分トリニータに完全移籍。シーズン途中からボランチとしてレギュラーに定着し 前年と同じく37試合に出場した。
大分2年目の2018年は、チーム内競争の激化の影響を受け 先発機会は4試合と前年と比べ出場機会を減らしていたが、同様にメンバーに入っていない選手達と「チャンスが来たときにちゃんとやれるよう腐らずにやろう」と言い合いながら共に練習を過ごした他、チームメイトの修行智仁からは「こういうときこの状況のためにお前が入ってるんやぞ」と声を掛けられていた。チームがJ1昇格争いを演じていた第41節・金沢戦にて、スコア1-1の後半21分に9試合振りの出場を果たす。同41分に松本怜からのパスを受けると「ゴールまでのイメージができていた」と相手ペナルティエリアの左隅付近からドリブルで切り込み、決勝点となるゴールを奪う活躍を見せた。
2019年より、FC岐阜に期限付き移籍で加入。リーグ戦22試合の出場でチーム得点ランキングトップの8得点を記録したが、チームはJ2最下位に終わりJ3リーグ降格の憂き目に遭うこととなった。翌年も期限付き移籍期間を延長し岐阜に残留。自身初のJ3でのプレーとなったがリーグ戦全試合に出場し、プロ入り後初の2ケタ得点を達成した。
2021年、岐阜に完全移籍。チームは2年連続でJ2昇格を果たせなかったが、前年を更に上回る13得点を記録。28歳時に受賞した藤本憲明（2017年）を5歳上回り、史上最年長となる33歳でのJ3得点王受賞となった。
2022年、カターレ富山に完全移籍。
2023年7月3日、カマタマーレ讃岐に期限付き移籍。
2024年、讃岐に完全移籍。

## プレースタイル・評価
キープ力のあるドリブルと裏へ抜けるスピード、シュート力が武器のフォワード。大学時代にはトップ下やサイドハーフのポジションもこなした。

## 人物・エピソード
- 中学時代に所属した奈良FCの先輩に元ガンバ大阪のGKである松代直樹がいる。
- 関西2部リーグ所属だった大体大から川西を含む3人の選手が2011年度、Jリーグ入りを果たした。藤春廣輝は同じくガンバ大阪に、村田和哉はセレッソ大阪に入団した[17]。
- FC大阪に所属していた川西誠は実弟である（2021年で現役引退）[18]。

## 所属クラブ
- 奈良FCジュニア
- 2001年 - 2003年 奈良FC
- 2004年 - 2006年 青森山田高校
- 2007年 - 2010年 大阪体育大学
- 2011年 - 2014年  ガンバ大阪
  - 2014年  モンテディオ山形（期限付き移籍）
- 2015年 - 2016年  モンテディオ山形
- 2017年 - 2020年  大分トリニータ
  - 2019年 - 2020年  FC岐阜（期限付き移籍）
- 2021年  FC岐阜
- 2022年 - 2023年  カターレ富山
  - 2023年7月 - 同年12月  カマタマーレ讃岐（期限付き移籍）
- 2024年 -  カマタマーレ讃岐

## 個人成績
| 国内大会個人成績 | 国内大会個人成績 | 国内大会個人成績 | 国内大会個人成績 | 国内大会個人成績 | 国内大会個人成績 | 国内大会個人成績 | 国内大会個人成績 | 国内大会個人成績 | 国内大会個人成績 | 国内大会個人成績 | 国内大会個人成績 |
| 年度             | クラブ           | 背番号           | リーグ           | リーグ戦         | リーグ戦         | リーグ杯         | リーグ杯         | オープン杯       | オープン杯       | 期間通算         | 期間通算         |
| 年度             | クラブ           | 背番号           | リーグ           | 出場             | 得点             | 出場             | 得点             | 出場             | 得点             | 出場             | 得点             |
| 日本             | 日本             | 日本             | 日本             | リーグ戦         | リーグ戦         | リーグ杯         | リーグ杯         | 天皇杯           | 天皇杯           | 期間通算         | 期間通算         |
| ---------------- | ---------------- | ---------------- | ---------------- | ---------------- | ---------------- | ---------------- | ---------------- | ---------------- | ---------------- | ---------------- | ---------------- |
| 2008             | 大体大           | 20               | -                | -                | -                | -                | -                | 3                | 3                | 3                | 3                |
| 2010             | 大体大           | 10               | -                | -                | -                | -                | -                | 2                | 5                | 2                | 5                |
| 2011             | G大阪            | 18               | J1               | 8                | 4                | 1                | 0                | 2                | 1                | 11               | 5                |
| 2012             | G大阪            | 18               | J1               | 2                | 0                | 0                | 0                | 0                | 0                | 2                | 0                |
| 2013             | G大阪            | 18               | J2               | 15               | 2                | -                | -                | 1                | 0                | 16               | 2                |
| 2014             | 山形             | 29               | J2               | 26               | 6                | -                | -                | 5                | 1                | 31               | 7                |
| 2015             | 山形             | 29               | J1               | 23               | 0                | 5                | 0                | 4                | 4                | 32               | 4                |
| 2016             | 山形             | 18               | J2               | 37               | 1                | -                | -                | 2                | 1                | 39               | 2                |
| 2017             | 大分             | 48               | J2               | 37               | 2                | -                | -                | 0                | 0                | 37               | 2                |
| 2018             | 大分             | 48               | J2               | 23               | 2                | -                | -                | 1                | 0                | 24               | 2                |
| 2019             | 岐阜             | 5                | J2               | 22               | 8                | -                | -                | 1                | 0                | 23               | 8                |
| 2020             | 岐阜             | 10               | J3               | 34               | 10               | -                | -                | -                | -                | 34               | 10               |
| 2021             | 岐阜             | 10               | J3               | 26               | 13               | -                | -                | 0                | 0                | 26               | 13               |
| 2022             | 富山             | 18               | J3               | 29               | 7                | -                | -                | 1                | 0                | 30               | 7                |
| 2023             | 富山             | 18               | J3               | 2                | 0                | -                | -                | 0                | 0                | 2                | 0                |
| 2023             | 讃岐             | 48               | J3               | 17               | 2                | -                | -                | -                | -                | 17               | 2                |
| 2024             | 讃岐             | 10               | J3               | 27               | 5                | 0                | 0                | 2                | 2                | 29               | 7                |
| 2025             | 讃岐             | 10               | J3               |                  |                  |                  |                  |                  |                  |                  |                  |
| 通算             | 日本             | 日本             | J1               | 33               | 4                | 6                | 0                | 6                | 5                | 45               | 9                |
| 通算             | 日本             | 日本             | J2               | 160              | 21               | -                | -                | 10               | 2                | 170              | 23               |
| 通算             | 日本             | 日本             | J3               | 135              | 37               | 0                | 0                | 3                | 2                | 138              | 39               |
| 通算             | 日本             | 日本             | 他               | -                | -                | -                | -                | 5                | 8                | 5                | 8                |
| 総通算           | 総通算           | 総通算           | 総通算           | 334              | 62               | 6                | 0                | 24               | 17               | 358              | 79               |

その他の公式戦
- 2014年 
  - J1昇格プレーオフ 2試合0得点
- 2023年
  - 富山県サッカー選手権大会 1試合0得点
- 2024年
  - 香川県サッカー選手権大会 1試合1得点
- 2025年
  - 香川県サッカー選手権大会 1試合1得点

| 国際大会個人成績 | 国際大会個人成績 | 国際大会個人成績 | 国際大会個人成績 | 国際大会個人成績 |
| 年度             | クラブ           | 背番号           | 出場             | 得点             |
| AFC              | AFC              | AFC              | ACL              | ACL              |
| ---------------- | ---------------- | ---------------- | ---------------- | ---------------- |
| 2011             | G大阪            | 18               | 0                | 0                |
| 2012             | G大阪            | 18               | 0                | 0                |
| 通算             | AFC              | AFC              | 0                | 0                |

- Jリーグ初出場・初得点 - 2011年4月24日 J1第7節 vsサンフレッチェ広島（広島ビッグアーチ）

## タイトル

### クラブ
青森山田高校
- 全国高等学校総合体育大会サッカー競技大会：1回（2005年）

大阪体育大学
- 大阪サッカー選手権大会：2回（2007年、2010年）
- 総理大臣杯全日本大学サッカートーナメント：1回（2008年）

ガンバ大阪
- Jリーグ ディビジョン2：1回（2013年）

FC岐阜
- 岐阜県サッカー選手権大会：1回（2021年）

カターレ富山
- 富山県サッカー選手権大会：2回（2022年、2023年）

カマタマーレ讃岐
- 香川県サッカー選手権大会：2回（2024年、2025年）

### 個人
- J3リーグ得点王：1回（2021年）
- J3リーグ月間MVP：1回（2021年3月）

## 選抜歴
- 2009年 関西大学選抜A
- 2010年 関西大学選抜A